# Punta Pueblo
La punta Pueblo (en inglés: Town Point) es un cabo ubicado en el centro-oeste de la isla Gran Malvina en las islas Malvinas, cerrando el fondo de la bahía 9 de Julio, en el estuario del río Chartres. Se encuentra cerca de la punta Brown (ubicada al norte), de la isla Verde (ubicada al oeste) y del puerto Ruiseñor (ubicado al sur).